# Dickhornschaf
Das Dickhornschaf (Ovis canadensis) ist ein wildes Schaf, das im westlichen Nordamerika lebt. Es ist eine vorwiegend gebirgsbewohnende Art, es gibt jedoch auch in Wüsten und anderen Trockengebieten lebende Populationen.

## Merkmale

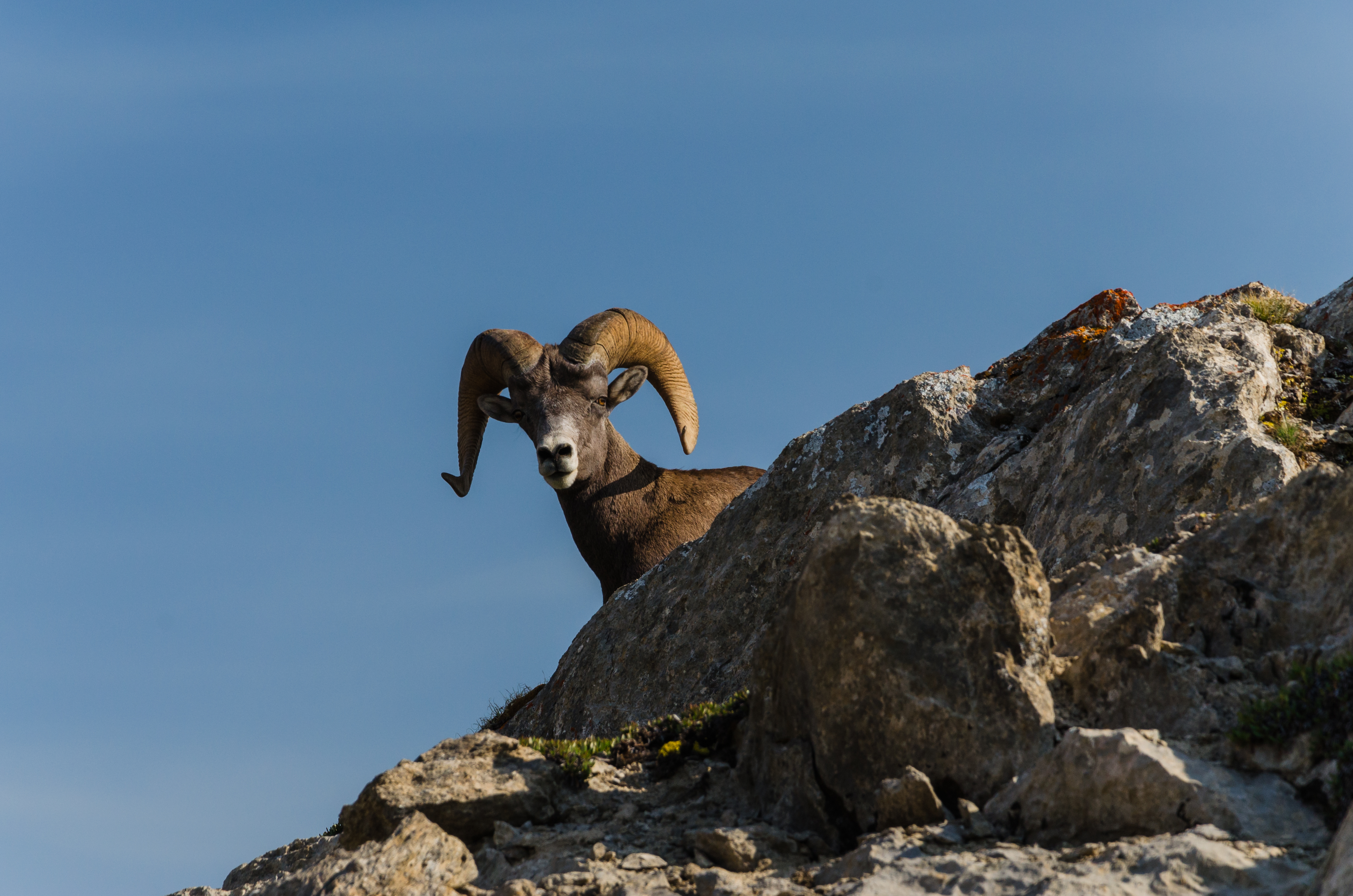
Dickhornschaf (Ovis canadensis canadensis) im Banff-Nationalpark

Dickhornschafe erreichen eine Kopfrumpflänge von 150 bis 180 Zentimetern, wozu noch ein 10 bis 15 Zentimeter langer Schwanz kommt, und eine Schulterhöhe von 80 bis 100 Zentimetern.
Das Gewicht variiert von 35 bis 140 Kilogramm und hängt vom Geschlecht und Lebensraum ab – Männchen sind stets deutlich schwerer (Durchschnitt 120 Kilogramm) als Weibchen (Durchschnitt 70 Kilogramm) und Wüsten-Dickhornschafe sind kleiner als die gebirgsbewohnenden Tiere. Damit sind Dickhornschafe viel größer und schwerer als europäische Wild- und Hausschafe.
Das Fell ist von dunkelbraun bis beige, fast weiß, je nach Unterart bzw. Linien verschieden gefärbt. Das Rocky-Mountains-Dickhornschaf hat im Sommer ein dunkelbraunes Fell, das im Winter zu einem Graubraun verblasst. Bei südlichen Populationen ist das Fell – abhängig von der Region – ganzjährig braun oder hellbeige gefärbt.
Beide Geschlechter tragen Hörner, die der Weibchen sind jedoch deutlich kleiner und ragen säbelartig nach hinten – sie drehen sich nie ein. Die Hörner der Männchen sind massiv und drehen sich nach hinten über die Ohren, dann abwärts und nach vorne. Bei älteren Männchen beginnen die Hörner eine zweite Drehung. Bei alten Männchen können die Hörner 14 Kilogramm wiegen und sich über mehr als 80 Zentimeter erstrecken.

## Verbreitung und Lebensraum

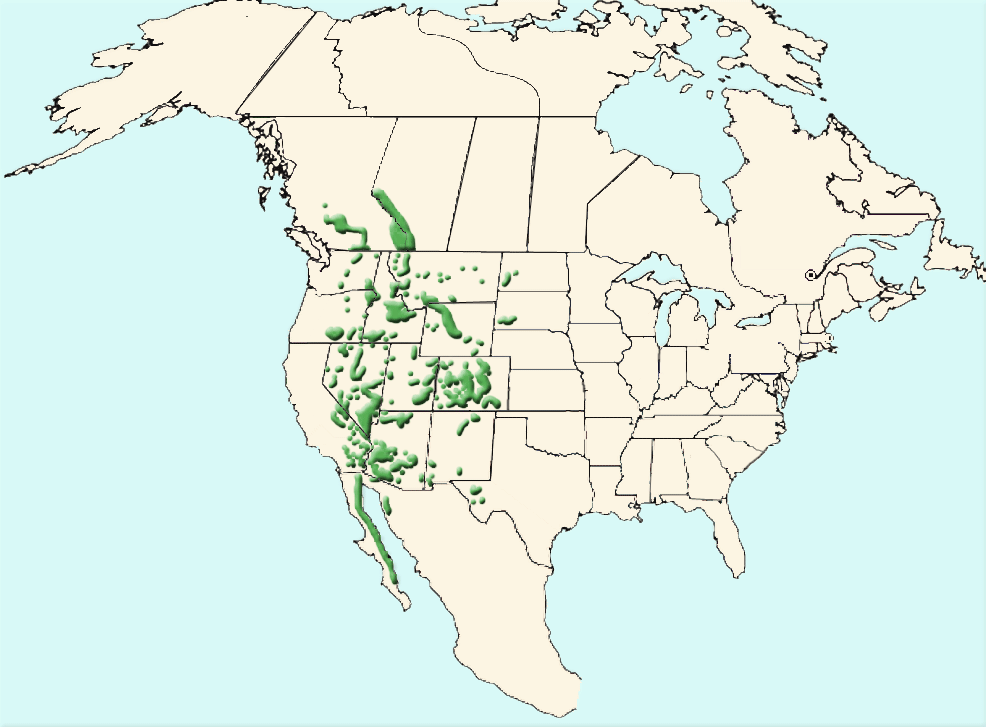
Verbreitungskarte des Dickhornschafs

Dickhornschafe kommen im südwestlichen Kanada, den westlichen USA und dem nordwestlichen Mexiko vor. In Kanada umfasst ihr Verbreitungsgebiet den Süden von British Columbia und Alberta, in den USA bewohnen sie die westlichen Landesteile (etwa bis North Dakota und New Mexico) und in Mexiko leben sie auf der Halbinsel Niederkalifornien sowie in den nördlichen Regionen von Sonora bis Coahuila.
Dickhornschafe sind vorwiegend Gebirgsbewohner. Sie sind häufig auf grasbewachsenen Berghängen in der Nähe von Felsklippen zu finden. Im Sommer kommen sie in Höhen bis über 2500 Metern Seehöhe vor, im Winter wandern sie in tiefer gelegene Regionen ab. Wüsten-Dickhornschafe sind im Gegensatz dazu in Wüsten und anderen trockenen Habitaten beheimatet.

## Lebensweise und Nahrung
Dickhornschafe sind vorwiegend tagaktive Tiere, die gut an ein Leben im Gebirge angepasst sind. Sie können ausgezeichnet klettern, darüber hinaus sind sie gute Schwimmer. Sie leben in Gruppen von rund 10 Tieren, die nach Geschlechtern getrennt sind. Lediglich im Winter kann es zu Zusammenschlüssen von bis zu 100 Tieren kommen.

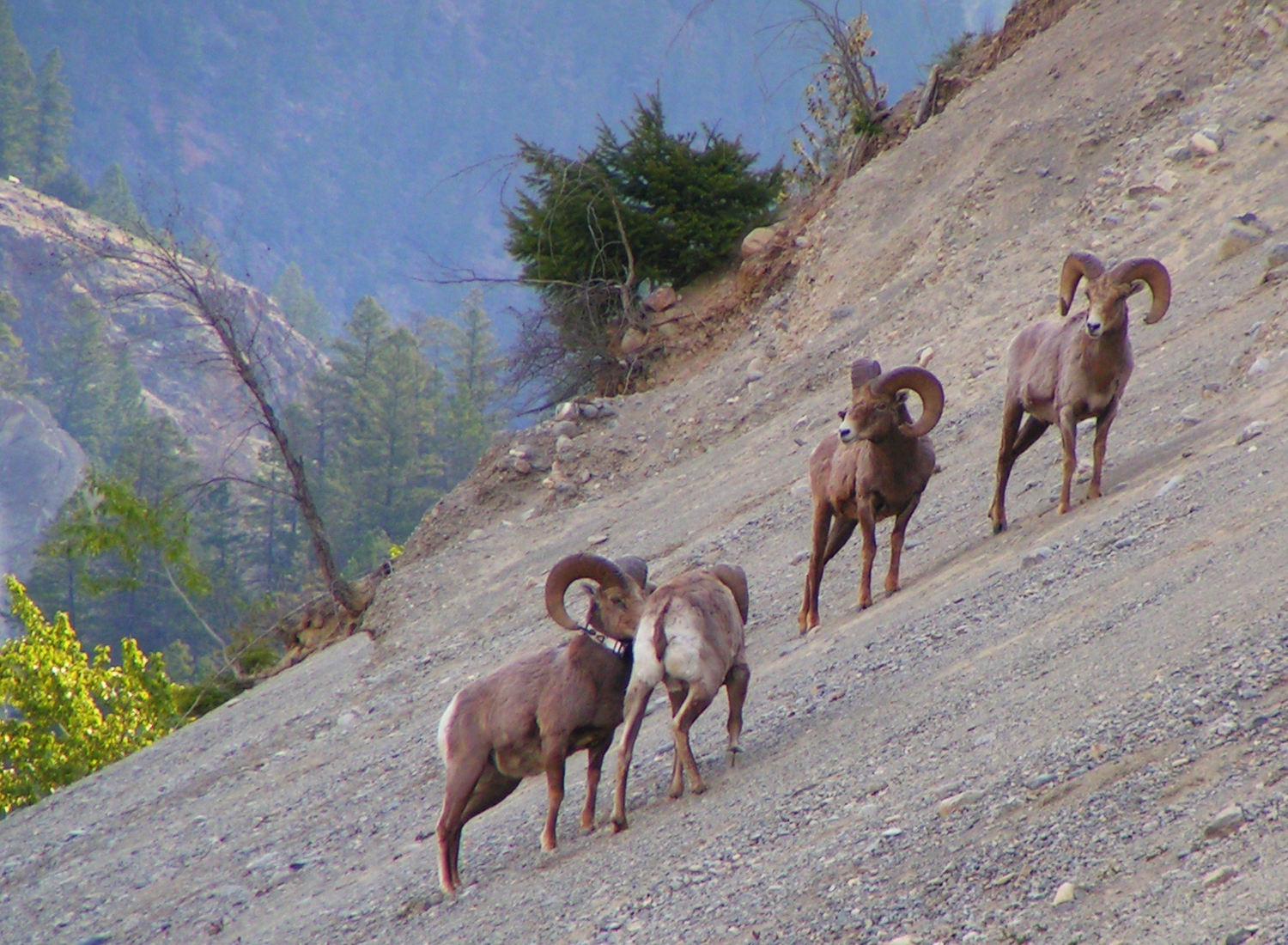
Dickhornschafe im Gebirge

In den Männchengruppen bildet sich eine strikte Rangordnung heraus, die in erster Linie von der Größe der Hörner abhängt. Haben zwei Männchen ungefähr die gleiche Horngröße, kommt es zu Kämpfen, bei denen sie mit gesenktem Kopf aufeinander losgehen und mit den Köpfen zusammenstoßen. Das massive Gehörn fängt die Wucht des Aufpralls ab, so dass Verletzungen bei den Kämpfen selten sind. Manchmal kommt es in Männchengruppen auch zu homosexuellem Verhalten: Das dominante Männchen spielt hierbei die Rolle eines alten Widders, ein untergeordnetes Männchen die eines paarungswilligen Weibchens.
Die Nahrung dieser Tiere besteht vorwiegend aus Gräsern. Daneben fressen sie auch Kräuter und andere Pflanzen.

## Fortpflanzung
Die Paarung findet vorwiegend im Herbst statt. Zu dieser Zeit intensivieren sich die Kämpfe zwischen den Männchen. Diese Kämpfe können sich – bei fünf Zusammenstößen pro Stunde – über mehr als 24 Stunden hinziehen. Weibchen bevorzugen von sich aus Männchen mit größerem Gehörn, sie paaren sich aber manchmal mit mehreren Böcken hintereinander.

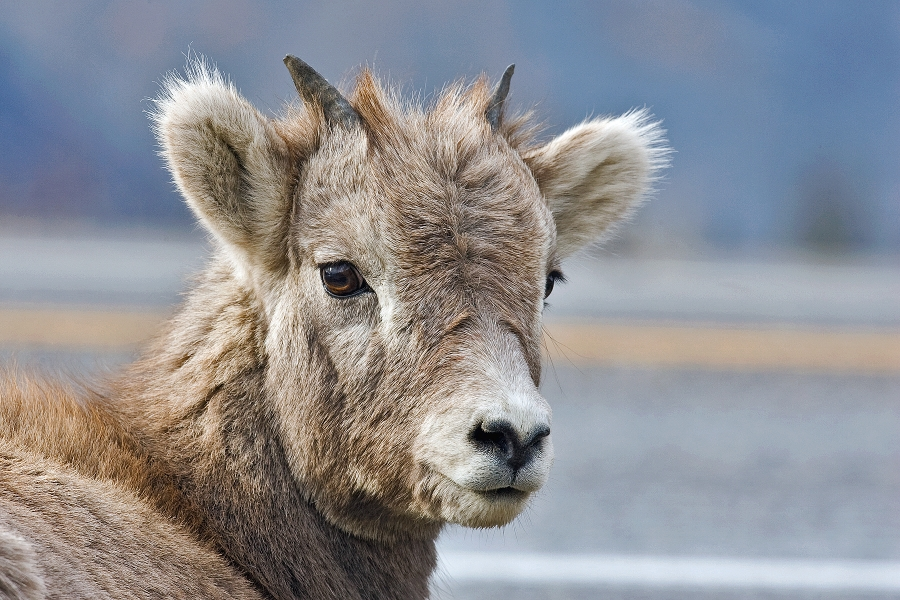
Kopf eines Jungtieres

Nach einer Tragzeit von fünf bis sechs Monaten kommt meist ein einziges Lamm zur Welt. Anders als bei europäischen Schafen sind Zwillingsgeburten sehr seltene Ausnahmen. Das Lamm wird etwa ein halbes Jahr gesäugt. Weibchen können mit einem Jahr geschlechtsreif sein, paaren sich aber selten vor dem zweiten oder dritten Lebensjahr. Männchen werden meist erst in ihrem siebenten Lebensjahr stark genug, um die Paarung mit einem Weibchen zu beanspruchen.
Die Lebensdauer kann über zwanzig Jahre betragen; Widder sterben wegen der kräftezehrenden Kämpfe meistens sehr viel früher als Weibchen.

## Systematik

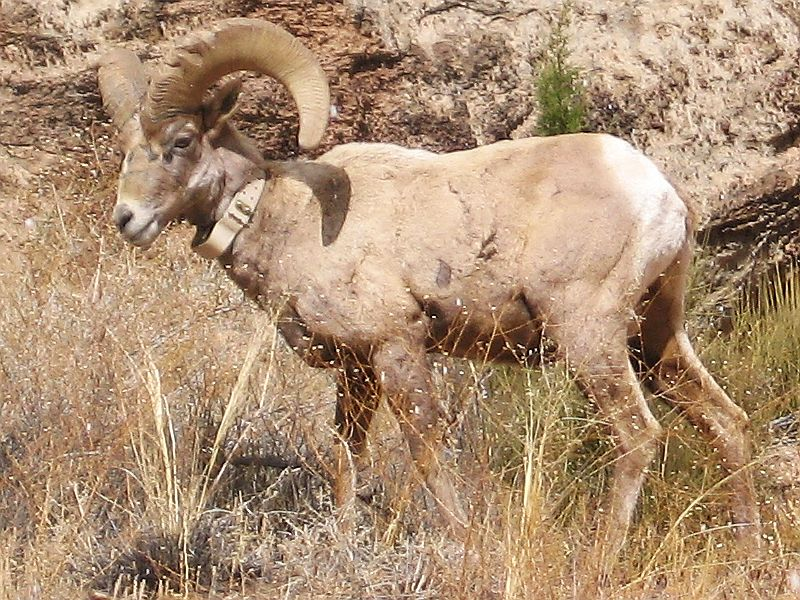
Das Baja California – Wüsten-Dickhornschaf (O. c. nelsoni) ist eine der Unterarten des Dickhornschafs

Das Dickhornschaf ist eine Art der Gattung der Schafe (Ovis), der nach neueren taxonomischen Untersuchungen 19 weitere angehören. Besonders eng ist es mit dem Dall-Schaf des nördlichen Nordamerikas und dem Schneeschaf Ostsibiriens verwandt. Die interne Systematik und die Anzahl der Unterarten ist umstritten. Während Richard Lydekker im Jahr 1913 noch wenigstens 16 Unterarten annahm, unterschied Ian McTaggart Cowan 1940 auf morphologischer Basis insgesamt sieben:
- Das Rocky-Mountains-Dickhornschaf (Ovis canadensis canadensis Shaw, 1804) ist von British Columbia bis Arizona verbreitet.
- Das Kalifornische Dickhornschaf, (Ovis canadensis californiana Douglas, 1829) kommt von British Columbia bis Kalifornien und North Dakota vor.
- Das Wüsten-Dickhornschaf (Ovis canadensis nelsoni Merriam, 1897) bewohnt Wüstengebiete im Südwesten der USA.
- Das Mexikanische Dickhornschaf (Ovis canadensis mexicana Merriam, 1901) ist vor allem im nördlichen Mexiko verbreitet. Diese Population ist laut IUCN gefährdet (vulnerable).
- Das Audobon-Dickhornschaf (Ovis canadensis auduboni Merriam, 1901) lebte in North Dakota, South Dakota, Montana, Wyoming und Nebraska. Seit 1925 gilt diese Population als ausgestorben.
- Das Baja-California-Dickhornschaf (Ovis canadensis cremnobates Elliot, 1903) bewohnt das südliche Kalifornien sowie den nördlichen Teil Niederkaliforniens. (EN).
- Das Weems-Dickhornschaf (Ovis canadensis weemsi Goldman, 1937) bewohnt den südlichen Teil Niederkaliforniens. (CR).

Die Gliederung nach Cowan wurde teilweise übernommen, andere Systematiken erkannten dagegen nur sechs Unterarten an, teilweise gilt auch das Sierra-Dickhornschaf (Ovis canadensis sierrae), das nur in der Sierra Nevada vorkommt und 1912 von Lydekker eingeführt wurde, als eigenständige Unterart (nach Cowan ist es identisch mit dem Kalifornischen Dickhornschaf). Bereits in den 1960er Jahren kamen jedoch Zweifel an der hohen Anzahl an Unterarten auf, da Cowans Ergebnis auf einer zu geringen Individuenanzahl basierte. Spätere anatomische Untersuchungen nahmen aufgrund starker Überschneidungen der metrischen Merkmale an, dass möglicherweise gar keine Unterarten existierten. Allerdings erhoben auch einige Fachleute einzelne Unterarten in den Artstatus. So wird das Wüsten-Dickhornschaf im Zoo von Los Angeles als Ovis nelsoni geführt.
1993 begann ein Forscher-Team um Rob Roy Ramey sowohl mit morphologischen als auch mit DNA-Analysen an Dickhornschafen. Die Wissenschaftler stellten fest, dass die Einteilung in sieben Unterarten nicht stimmig ist. So fanden sie keine besonderen Unterschiede zwischen den vier Formen der wüstenbewohnenden Dickhornschafe (O. c. nelsoni, O. c. mexicana, O. c. cremnobates und O. c. weemsi) und führten alle unter O. c. nelsoni. Im Jahr 2016 wurde eine DNA-Untersuchung an mehr als 800 Dickhornschafen aus nahezu dem gesamten Verbreitungsgebiet veröffentlicht (lediglich das Kalifornische Dickhornschaf (O. c. californiana) wurde nicht berücksichtigt). Dieser zufolge gibt es innerhalb der Art zwei stark abweichende Kladen, die mit dem Rocky-Mountains-Dickhornschaf (O. c. canadensis) aus den Rocky Mountains der nordwestlichen USA und Kanadas sowie dem Sierra-Dickhornschaf (O. c. sierrae) aus der Sierra Nevada übereinstimmen. Beide Kladen trennten sich von einer dritten Gruppe, dem Wüsten-Dickhornschaf (O. c. nelsoni) aus den südwestlichen Wüstengebieten der USA und Mexikos während der Illinois-Kaltzeit von 315.000 bis 94.000 Jahren. Das Wüsten-Dickhornschaf wiederum zeigt jedoch eine hohe Variabilität mit drei klar trennbaren Gruppen auf, die wohl ursprüngliche Linien des Dickhornschafs darstellen und den Autoren der Studie zufolge als eigenständige taxonomische Einheiten geführt werden sollten.

## Menschen und Dickhornschafe
Die Indianer der Rocky Mountains schätzten früher sowohl das Fleisch als auch die Hörner des Dickhornschafs, aus denen sie zahlreiche Werkzeuge und zeremonielle Gegenstände fertigten. Vor der Ankunft weißer Siedler gab es etwa zwei Millionen Dickhornschafe. Diese Zahl ging im 19. Jahrhundert durch weiße Trophäenjäger dramatisch zurück. Auch die Infektion mit Krankheiten durch Hausschafe war ein Grund für den massiven Bestandsrückgang. Um 1900 gab es noch 60.000 Dickhornschafe. Obwohl die Jagd heute streng reguliert ist, hat sich diese Zahl bis heute nicht wesentlich erhöht. Die Art insgesamt wird von der IUCN als nicht gefährdet gelistet, einzelne Unterarten sind allerdings bedroht (siehe oben).
Die kanadische Provinz Alberta hat das Dickhornschaf zu ihrem offiziellen Repräsentationstier ernannt. Das Wüsten-Dickhornschaf wird von der Regierung der Vereinigten Staaten von Amerika als schützenswerte Population angesehen.

## Zoologische Gärten
Das Dickhornschaf ist relativ verbreitet in Amerikanischen Zoos. Im Norden der USA und Kanada wird vermehrt das Rocky-Mountains-Dickhornschaf gehalten. In den südlicheren Staaten das Mexikanische-, das Nelsons und das Baja-California-Wüstendickhorn. In Europa wird derzeit lediglich das kalifornische Dickhornschaf in zwei Einrichtungen gehalten.
Übersicht
Rocky-Mountains-Dickhornschaf (Ovis canadensis canadensis) – Valley Zoo (Edmonton), Calgary Zoo (Calgary), Buffalo Zoo (Buffalo)
Sierra-Dickhornschaf, (Ovis canadensis sierrae) – Burgers Zoo(Arnhem), Zoo Praha (Prag), Zoo Plzen (Plzen)
Wüsten-Dickhornschaf (Ovis canadensis nelsoni) – The Living Desert Zoo and Gardens (Palm Desert), Dallas Zoo (Dallas), Arizona Sonora Desert Museum (Tucson)
- Nelsons-Wüstendickhornschaf – Zoo Los Angeles (Los Angeles), The Living Desert Zoo and Gardens (Palm Desert), San Diego Safari Park (San Diego)
- Baja-California-Wüstendickhornschaf – keine zoologische Haltung
- Mexikanisches Wüstendickhornschaf – The Living Desert Zoo and Gardens (Palm Desert)
Die genaue Zuordnung der Individuen in die verschiedenen Unter- bzw. Unterunterarten muss in den zoologischen Gärten noch geklärt werden, da die meisten Tiere nur unter dem Namen der Art eingezeichnet sind.